# Hyperoodon planifrons
L'iperodonte australe (Hyperoodon planifrons) è una specie che viene raramente osservata.

## Comportamento
Dati i pochi studi su questa specie quasi nulla è dato per certo. Il loro soffio (che emettono ogni 30-40 secondi) appare denso, alto un paio di metri, mentre in apnea può rimanere anche per un'ora senza compiere grandi distanze in orizzontale.

## Caratteristiche
La loro lunghezza varia 7,5 ai 9 metri mentre per il peso è difficile effettuare una stima precisa, variando da 5.800 a 7.500 kg. Gli adulti presentono un colore grigio marrone, che, con l'avanzare dell'età, diventa più chiaro fino a sfumare nel giallo o nel bianco. I denti possono mancare del tutto o essere presenti, in numero di 4 o di forma che ricordano degli stuzzicadenti. Specie con cui ci si può confondere in mare sono la balenottera minore, il berardio australe e il globicefalo.

## Distribuzione
Diffuso nell'emisfero meridionale dall'Antartico fino a circa 30° S, solitamente viene avvistato nel periodo estivo vicino all'Antartide.